# Mertasaari (ö i Mellersta Finland, Jämsä, lat 61,79, long 25,46)
Mertasaari är en ö i Finland. Den ligger i sjön Päijänne och i kommunen Jämsä i landskapet Mellersta Finland, i den södra delen av landet, 180 km norr om huvudstaden Helsingfors. Öns area är 14,1 hektar och dess största längd är 0,8 kilometer i sydöst-nordvästlig riktning.